# Joucou
Joucou é uma comuna francesa na região administrativa de Occitânia, no departamento de Aude. Estende-se por uma área de 6,44 km². Em 2010 a comuna tinha 34 habitantes (densidade: 5,3 hab./km²).